# Lacul Martaza
Lacul Martaza (în ucraineană Мартаза) este un liman sărat format pe malul Mării Negre, în sudul Basarabiei. Suprafața lacului se află pe teritoriul Raionului Tatarbunar, la nord de Lacul Șagani. 
Bazinul lacului este de formă alungită. Suprafața sa este de 0.50 km². Lacul se află pe malul nordic al Limanului Șagani, fiind separat de acesta printr-o barieră îngustă de nisip. Pe malul nordic se află satul Martaza.
Lacul Martaza face parte din Parcul Natural Național "Limanele Tuzlei". 